# Kim Song-guk
Kim Song-guk, född 5 oktober 1985, är en nordkoreansk sportskytt.
Han blev olympisk bronsmedaljör i pistol vid sommarspelen 2016 i Rio de Janeiro.